# Martin Espenhorst
 Martin Espenhorst (geb. Peters; * 20. März 1965 in Hannover) ist ein deutscher Historiker.

## Leben
Espenhorst studierte Neuere und Neueste Geschichte, Alte Geschichte, Literatur und Soziologie an der Georg-August-Universität Göttingen und der Philipps-Universität Marburg. Er wurde bei Klaus Malettke über den Historiker, Publizisten und Staatsrechtler 
August Ludwig von Schlözer (1735–1809) promoviert. 2001/2002 hatte er einen Lehrauftrag am Historischen Institut der Penn State University in Pennsylvania (USA). Von 2003 bis 2014 war er am Leibniz-Institut für Europäische Geschichte in Mainz tätig, wo er sich mit der Historischen Friedensforschung der Vormoderne befasste. Unter der Ägide von Heinz Duchhardt hatte er die Koordination bzw. Projektleitung zwei von der Deutschen Forschungsgemeinschaft und dem Bundesministerium für Bildung und Forschung geförderten (Verbund-)Vorhaben „Europäische Friedensverträge der Vormoderne – online“ und „Übersetzungsleistungen von Diplomatie und Medien im vormodernen Friedensprozess“ inne. In diesem Zusammenhang befasste er sich mit Friedensvertragsdiskursen des Zeitraums 1600–1815. Seine Forschungsschwerpunkte sind die Wissenschaften des 18. Jahrhunderts, historische Friedensforschung und Genossenschaftstheorien des 19. Jahrhunderts. Außerdem befasst er sich mit der bäuerlichen Kultur des Osnabrücker Landes und dem Werk der Artländer Schriftstellerin Margarete zur Bentlage (1891–1954).
Espenhorst engagierte sich bis 2014 in Gehrde im Osnabrücker Nordland als parteiloser Ratsherr und Kulturausschussvorsitzender (seit 2011 infolge der Niedersächsischen Kommunalwahl auf der Liste der CDU). Zwischen 2009 und 2014 war er Vorsitzender des 1971 gegründeten Heimatvereins Gehrde im Artland. 2011/2012 war er Geschäftsführer des Kreisheimatbunds Bersenbrück, der 31 Heimatvereine des Altkreises Bersenbrück umfasst.

## Schriften

### Als Autor
- Die Genossenschaftstheorie Otto (von) Gierkes (1841–1921) (= Marburger Schriften zum Genossenschaftswesen. Bd. 95). Göttingen 2001.
- Altes Reich und Europa. Der Historiker, Publizist und Statistiker August Ludwig (v.) Schlözer (1735–1809) (= Marburger Schriftenreihe zur Frühen Neuzeit. Bd. 6). Münster 2003 (2. Auflage 2005) (Zugl. Diss., Philipps-Universität Marburg).
- mit Sabine Gieske: Spuren einer Bauerschaft. Die Suche nach Talge im Osnabrücker Nordland. Münster 2004.
- Vorsorgen – Leihen – Sparen. Die „Gemeinnützigkeit“ der Sparkassen in der Vormoderne 1760–1840. Hamburg 2006.
- Frieden erdenken. Vormoderne Perspektiven auf Europa. Ausgewählte Aufsätze 1995–2014. Mit einem Geleitwort von Heinz Duchhardt, Nomos, Baden-Baden 2015.

### Als Herausgeber/Editor
- mit Peter Schröder: Souveränitätskonzeptionen. Beiträge zur Analyse politischer Ordnungsvorstellungen im 17. bis zum 20. Jahrhundert (= Beiträge zur Politischen Wissenschaft. Bd. 119). Berlin 2000.
- mit Heinz Duchhardt: Kalkül – Transfer – Symbol. Europäische Friedensverträge der Vormoderne (= Veröffentlichungen des Instituts für Europäische Geschichte Mainz. Beiheft online 1). Mainz 2. November 2006, urn:nbn:de:0159-2008031300.
- mit Heinz Duchhardt: Instrumente des Friedens. Vielfalt und Formen von Friedensverträgen im vormodernen Europa (= Veröffentlichungen des Instituts für Europäische Geschichte Mainz. Beiheft online, 3). Mainz 25. Juni 2008, urn:nbn:de:0159-2008062408.
- Grenzen des Friedens. Europäische Friedensräume und -orte der Vormoderne (= Veröffentlichungen des Instituts für Europäische Geschichte Mainz. Beiheft online, 4). Mainz 15. Juli 2010, urn:nbn:de:0159-2008061836.
- Heinz Duchhardt: Frieden im Europa der Vormoderne. Ausgewählte Aufsätze 1979–2011. Schöningh, Paderborn 2012.
- Frieden durch Sprache? Studien zum kommunikativen Umgang mit Konflikten und Konfliktlösungen (= Veröffentlichungen des Instituts für Europäische Geschichte Mainz. Beiheft 91). Vandenhoeck & Ruprecht, Göttingen 2012, ISBN 978-3-525-10194-0.
- mit Heinz Duchhardt: August Ludwig (von) Schlözer in Europa (= Veröffentlichungen des Instituts für Europäische Geschichte Mainz. Beiheft 86). Vandenhoeck & Ruprecht, Göttingen 2012, ISBN 978-3-525-10103-2.
- mit Heinz Duchhardt: Frieden übersetzen in der Vormoderne (= Veröffentlichungen des Instituts für Europäische Geschichte Mainz. Beiheft 92). Vandenhoeck & Ruprecht, Göttingen 2012, ISBN 978-3-525-10114-8.
- Unwissen und Missverständnisse im vormodernen Friedensprozess (= Veröffentlichungen des Instituts für Europäische Geschichte Mainz. Beiheft 94). Vandenhoeck & Ruprecht, Göttingen 2013, ISBN 978-3-525-10127-8.
- mit Heinz Duchhardt: Utrecht – Rastatt – Baden 1712–1714. Ein europäisches Friedenswerk am Ende des Zeitalters Ludwigs XIV (= Veröffentlichungen des Instituts für Europäische Geschichte Mainz. Beiheft 98). Vandenhoeck & Ruprecht, Göttingen 2013, ISBN 978-3-525-10125-4.